# Чорноногі
Чорноно́гі (англ. Blackfoot, знані ще як: Конфедерація чорноногих, ніітсітапі — «оригінальні люди») — група корінних американських народів у США та Канаді, яка складається з чотирьох споріднених племен: північні пікані, південні пікані, кайна та сіксікі.
Південні пекані перебувають у штаті Монтана, інші племена — у провінції Альберта.
Мова — сиксіка — належить до алгонкінських мов.

## Історія

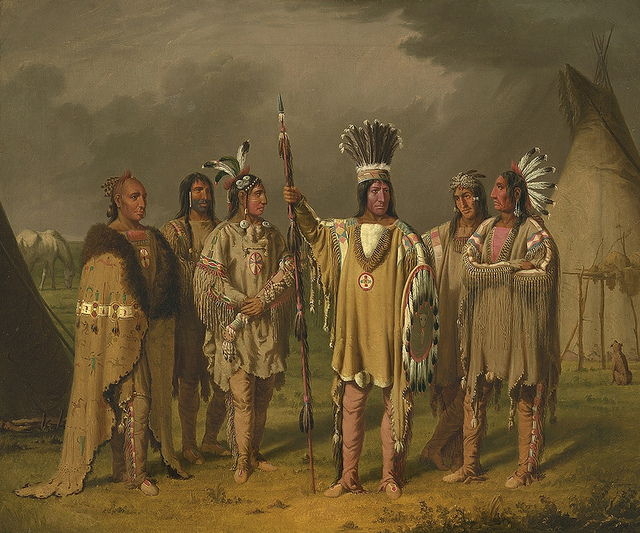
Шість вождів чорноногих

Базовою соціальною одиницею чорноногих була група, що складалася з 10 — 30 домівок, 80 — 240 людей. Такий розмір групи був достатнім для того, щоб кожна група могла захищатися від нападів і проводити невеликі спільні полювання. Кожна група складалася з авторитетного керівника, можливо, його братів і батьків, а також інших людей-неродичів. Групи постійно створювалися та розпускалися. Кожна особа могла вільно перейти з однієї групи до іншої.
Улітку люди збиралися на народні збори, у яких войовничі об'єднання грали важливу роль для чоловіків. Членство в них було засноване на хоробрих діях і вчинках.
Узимку (зима тривала майже півроку) чорноногі жили в наметах уздовж лісової річкової долини.
Чорноногі традиційно полювали на бізонів, доки ті 1881 року майже вимерли.
Чорноногі у США були розташовані на обмежених ділянках, виділених відповідно до укладених Форт-Лараміської угоди 1851 (англ. Fort Laramie Treaty 1851), Світграс-Гілської угоди 1887 та «Договору 7» (англ. Treaty 7).
Це було початком періоду економічних негараздів — чорноногі повинні були адаптуватися до нового способу життя, а також боротися зі впливом багатьох хвороб, з якими вони раніше не стикалися.

## Область розселення
Наразі живуть у резервації Блекфут у штаті США Монтана й у п'яти резерваціях у провінції Альберта в Канаді.

## Культура
Під час зимових полювань в сильні морози вдягали на себе лише дві сорочки, дві ковдри або ногивиці зі шкіри бізона, хутрові шапки, рукавиці з бізонячої шкури та мокасини без шкарпеток. І вони ніколи не змерзали та не тремтіли від холоду. Таку можливість переносити мороз індіанці приписували сприятливому впливу щоденних купань: вони купались завжди, навіть якщо для цього треба було робити ополонку. Вони змушували купатись своїх дітей починаючи з 3-річного віку.

## Господарська діяльність
Чорноногі належать до індіанців Великих Рівнин. Основне їх заняття — полювання верхи на бізонів, яким вони зайнялись, як і інші племена, після появи коней в Америці. Займалися також рибальством, землеробством, вирощували тютюн.

## Соціальна організація
Сім'я велика, патрілокальна. Рахунок спорідненості білінійний. Зберігається полігінія, левірат. На чолі племені — вождь, але в XIX столітті грала велику роль ієрархічна організація військових товариств (кунукхасі).

## Традиційний культ
У чорноногих розповсюджені культи духів-покровителів, «священних зв'язків», деміурга Напі («Старого»).
Основний ритуал — щорічний танець Сонця.

## Населення

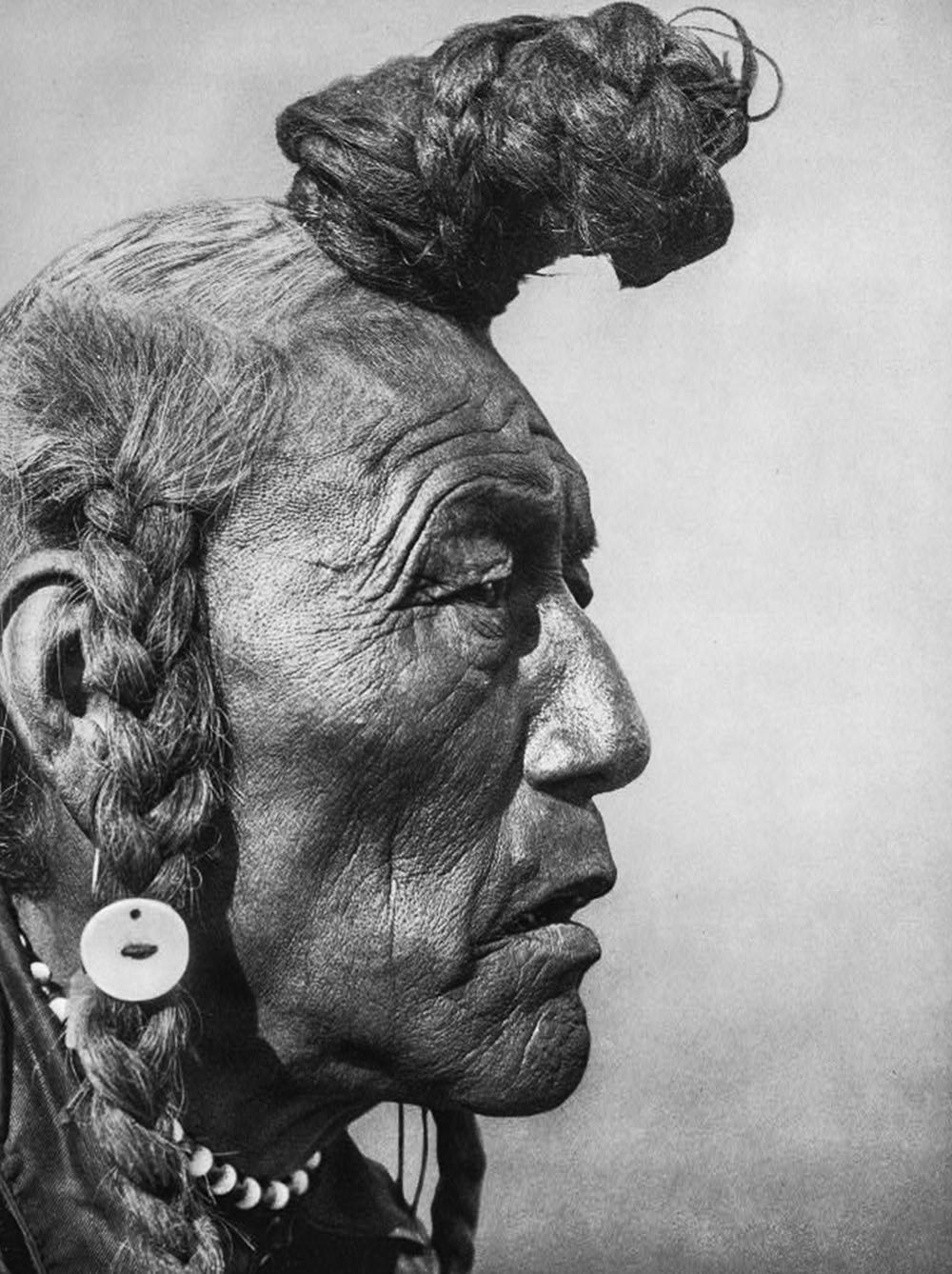
Чорноногий на ім'я Ведмідь-Бик

Аборигенна чисельність чорноногих оцінюється у 40 тисяч людей. Нині їх чисельність, переживши скорочення до 4546 людей 1909 року, знову поступово наближається до цієї цифри, перевищивши вже за 36,5 тис. (Ця цифра складається із додавання населення трьох общин чорноногих у Канаді — Blood, Siksika Nation і Piikani Nation — й офіційно зареєстрованих членів общини резервації Блекфут у США, що налічували 2005 року 15 873 людини. Дані трьох останніх переписів населення у США дають набагато вищі цифри по чорноногих: 21 964 людини 1980 року, 37 992 людини 1990 року й 27 104 — 85 750 людей 2000 року. Перепис же населення США 1970 року зареєстрував лише 9 921 представника племені чорноногих, у той час як чисельність офіційно зареєстрованих членів їх резерваційної общини роком раніше вже становила 10 467 людей.

## Відомі люди
- Нік Картер — поп-співак[1]
- Кроуфут — вождь чорноногих
- Робін Біг Снейк — професійний хокеїст
- На-та-кі — дружина письменника Джеймса Шульца, автора книг про індіанців конфедерації чорноногих
- Бенні Уркідес — американський чемпіон з кікбоксингу, професіонал, постановник бойових трюків для кіно та кіноактор.